# Oldenburg Knights
Die Oldenburg Knights sind ein American-Football-Team aus Oldenburg in Niedersachsen. Die Knights sind eine Abteilung des VfL Oldenburg.

## Geschichte
Im Mai 2010 gründeten Florian Rückeshäuser und Christoph Hoppe die Oldenburg Knights und traten damit die Nachfolge der ersten American-Football-Mannschaft in Oldenburg, der Fighting Knights, an. Ursprünglich beim VfL Oldenburg mit 12 Akteuren gestartet, sind die Knights bereits auf eine Stärke von über 300 Akteuren (inkl. Jugend) angewachsen und damit drittstärkste Abteilung im Gesamtverein.
Im ersten Jahr konnte aufgrund der geringen Spielerdecke noch kein eigenes Team in der Liga gemeldet werden, daher haben die Knights im ersten Jahr mit einer Spielgemeinschaft zusammen mit und unter der Flagge der Cloppenburg Titans in der Oberliga gespielt. Der Ligabetrieb wurde 2011 in der 5. Liga des AFCV-N aufgenommen und die Saison mit dem Titel des Vizemeisters erfolgreich abgeschlossen. Im Jahr 2012 begannen die Knights den Spielbetrieb in der 4. Liga mit dem Ziel des Klassenerhaltes. Mit zwei Siegen, drei Unentschieden und fünf Niederlagen konnte das Ziel erreicht werden. Die Saison 2013 haben die Knights mit der Meisterschaft in der Gruppe West abgeschlossen. Für die Saison 2014 wurde die Lizenz für die Regionalliga beantragt.
Nachdem in der vorangegangenen Saison der Klassenerhalt über die Relegationssituation entschieden wurde, konnten die Herren im Jahr 2015 auch auf sportlichem Wege in der Liga bestehen, während zwei Spieler zum Deutschen Meister New Yorker Lions wechselten. Headcoach der Saison 2016 ist Mitbegründer Florian Rückeshäuser. 2016 spielen die Oldenburg Knights vor 1300 Zuschauern ein Saisonspiel im Marschwegstadion. Im gleichen Jahr holt sich die B-Jugend erneut die Meisterschaft und die C-Jugend absolviert erste Freundschaftsspiele.
Seit 2017 werden alle Spiele der Herren im Marschwegstadion durchgeführt. Die Knights sicherten die Klasse und gründeten ein zweites Herrenteam mit dem Namen „Cavaliers“. Die Jugend sicherte sich zwei Meisterschaften und die Abteilung wuchs auf 300 aktive Mitglieder an.
In der Saison 2019 wurde die erste Herrenmannschaft unter Headcoach Markus Meckes Meister in der Regionalliga Nord und nahm an den Playoffs zum Aufstieg in die GFL 2 teil. Die beiden Qualifikationsspiele gegen die Berlin Adler und die Assindia Cardinals konnten jedoch nicht gewonnen werden, sodass das Team 2020 weiterhin in der Regionalliga antreten wird.
In der Regionalliga-Saison 2022 spielen die Oldenburg Knights zum ersten Mal eine sog. Perfect Season und bleiben in der regulären Saison ungeschlagen. In den Playoffs besiegen sie knapp die Münster Blackhawks aus der Regionalliga West, müssen sich aber in Berlin dem Ost-Meister Spandau Bulldogs geschlagen geben. Durch einen Sieg von Münster über Spandau stiegen die Oldenburg Knights dennoch in die 2. Bundesliga auf.
Seit der Saison 2023 spielen die Oldenburg Knights in der German Football League 2. In der Saison 2023 und 2024 war man dauerhaft im Abstiegskampf, konnte aber den Klassenerhalt, jeweils erst am letzten Spieltag sichern. Zur Saison 2025 trat Sebastian Knebel aus beruflichen Gründen als Head Coach zurück und Offensiv Coordinator Gregory Crager wurde neuer Head Coach. Im Dezember 2024 gaben die Knights bekannt, sich für die Saison 2025 aus der GFL2 zurückzuziehen und in der Oberliga Nord zu starten.

## Nachwuchsarbeit
Bereits im zweiten Jahr (2012) wurde unter Leitung von Headcoach Holger Völling die A-Jugend (Youngsters, U 19) gegründet. Nach einer sehr guten Saison 2013 stieg das Team in die Jugend-Regionalliga auf. Die ausgezeichnete Ausbildungsarbeit in Oldenburg produziert immer häufiger Spieler, die es in die Landesauswahl Niedersachsen „Mustangs“ oder in das deutsche Jugendnationalteam schaffen. Ebenfalls im Jahr 2013 wurde die B-Jugend („Yeomen“, U 17) gegründet, die sich unter Leitung ihres Headcoach Daniel Kregel im Jahr 2015 die Meisterschaft in der Oberliga holte. Eine C-Jugend (Squires), die in der Saison 2016 erste Freundschaftsspiele bestritt, wurde nach kurzer Zeit durch eine Flag-Football-Mannschaft für U15-Spielerinnen und -Spieler setzt.

## Damenmannschaft
Seit Mai 2022 besteht zudem eine Damenmannschaft unter dem Namen Oldenburg Knights Valkyries, die seit der Saison 2023 in der 2. Bundesliga (DBL2) spielen. Ihre Heimspielstätte wird der Sportplatz Klingenbergstraße sein.
Ihre Debütsaison beendeten die Valkyries mit nur zwei Siegen in acht Spielen auf dem vorletzten Platz ihrer Gruppe. 2024 endeten sie sieglos auf dem letzten Gruppenplatz.
| Jahr | Liga | Platz | S | U | N | TD-Verhältnis | Play-offs |
| ---- | ---- | ----- | - | - | - | ------------- | --------- |
| 2023 | DBL2 | 4.    | 2 | 0 | 6 | 064:215       | –         |
| 2024 | DBL2 | 5.    | 0 | 0 | 8 | 054:208       | –         |